# Sportverein Wehen 1926 Taunusstein 2007-2008
Questa voce raccoglie le informazioni riguardanti lo Sportverein Wehen 1926 Taunusstein nelle competizioni ufficiali della stagione 2007-2008.

## Stagione
Nella stagione 2007-2008 il Wehen Wiesbaden, allenato da Christian Hock, concluse il campionato di 2. Bundesliga al 8º posto. In Coppa di Germania il Wehen Wiesbaden fu eliminato al primo turno dallo Stoccarda.

## Rosa
| N. |                       | Ruolo | Calciatore        |
| -- | --------------------- | ----- | ----------------- |
| 1  | Germania (bandiera)   | P     | Adnan Masić       |
| 35 | Germania (bandiera)   | P     | Thomas Richter    |
| 20 | Germania (bandiera)   | P     | Florian Stahl     |
| 16 | Germania (bandiera)   | D     | Kristjan Glibo    |
| 26 | Germania (bandiera)   | D     | Torge Hollmann    |
| 28 | Germania (bandiera)   | D     | Benjamin Hübner   |
| 18 | Montenegro (bandiera) | D     | Vlado Jeknić      |
| 2  | Slovenia (bandiera)   | D     | Aleš Kokot        |
| 5  | Germania (bandiera)   | D     | Marko Kopilaš     |
| 14 | Germania (bandiera)   | D     | Nikolaos Nakas    |
| 3  | Germania (bandiera)   | D     | Robert Paul       |
| 15 | Germania (bandiera)   | D     | Benjamin Schöckel |
| 4  | Germania (bandiera)   | D     | Dajan Šimac       |
| 7  | Kosovo (bandiera)     | C     | Enis Alushi       |
| 22 | Germania (bandiera)   | C     | Sascha Amstätter  |

| N. |                                 | Ruolo | Calciatore         |
| -- | ------------------------------- | ----- | ------------------ |
| 30 | Germania (bandiera)             | C     | Patrick Bick       |
| 10 | Bosnia ed Erzegovina (bandiera) | C     | Hajrudin Catic     |
| 6  | Germania (bandiera)             | C     | Daniel Damm        |
| 21 | Germania (bandiera)             | C     | Jonas Grüter       |
| 24 | Romania (bandiera)              | C     | Maximilian Nicu    |
| 8  | Germania (bandiera)             | C     | Sandro Schwarz     |
| 11 | Germania (bandiera)             | C     | Benjamin Siegert   |
| 23 | Marocco (bandiera)              | A     | Abdelaziz Ahanfouf |
| 27 | Camerun (bandiera)              | A     | Valentine Atem     |
| 25 | Germania (bandiera)             | A     | Bakary Diakité     |
| 13 | Germania (bandiera)             | A     | Ronny König        |
| 27 | Turchia (bandiera)              | A     | Aykut Öztürk       |
| 9  | Germania (bandiera)             | A     | Dennis Schmidt     |
| 33 | Cina (bandiera)                 | A     | Xie Hui            |

## Organigramma societario
Area tecnica
- Allenatore: Christian Hock
- Allenatore in seconda:
- Preparatore dei portieri: Steffen Vogler
- Preparatori atletici:

## Risultati

### 2. Bundesliga

#### Girone di andata
| Arbitro: | Schriever |

|                       |           |                                 |
| Copado 15’ Vorsah 18’ | Marcatori | 35’ Jeknić 50’ Kopilaš 90’ Bick |

| Arbitro: | Anklam |

|          |           |                   |
| Atem 67’ | Marcatori | 41’ Reichenberger |

| Arbitro: | Henschel |

|                              |           |  |
| Kaufman 81’, 83’ Geißler 86’ | Marcatori |  |

| Arbitro: | Grudzinski |

|                                    |           |  |
| Šimac 64’ Bick 76’ (rig.) Nicu 86’ | Marcatori |  |

| Arbitro: | Meyer |

|                                                             |           |          |
| Hdiouad 26’ (rig.), 90’ Vorbeck 28’ Szabics 35’ Ledezma 53’ | Marcatori | 60’ Nicu |

| Arbitro: | Seemann |

|                                            |           |                  |
| Diakité 10’, 11’ Siegert 20’ Nicu 41’, 72’ | Marcatori | 82’ (rig.) Šimák |

| Arbitro: | Fischer |

|  |           |                    |
|  | Marcatori | 54’ Nicu 57’ König |

| Arbitro: | Frank |

|                                 |           |                                |
| König 30’, 33’, 36’ Diakité 67’ | Marcatori | 14’ Mohamad 20’, 62’ Novakovič |

| Arbitro: | Steinhaus |

|          |           |            |
| Lanig 7’ | Marcatori | 1’ Siegert |

| Arbitro: | Kircher |

|          |           |                                   |
| Atem 75’ | Marcatori | 14’ Vrančić 51’ Subotić 76’ Borja |

| Arbitro: | Zwayer |

|          |           |             |
| Boll 64’ | Marcatori | 14’ Diakité |

| Wiesbaden 4 novembre 2007, ore 14:00 CET 12ª giornata | Wehen Wiesbaden | 0 – 0 referto | Monaco 1860 | BRITA-Arena (11 375 spett.)\| Arbitro: \| Winkmann \| |
| Arbitro:                                              | Winkmann        |               |             |                                                       |

| Offenbach am Main 9 novembre 2007, ore 18:00 CET 13ª giornata | Kickers Offenbach | 0 – 0 referto | Wehen Wiesbaden | Stadion am Bieberer Berg (8 763 spett.)\| Arbitro: \| Wingenbach \| |
| Arbitro:                                                      | Wingenbach        |               |                 |                                                                     |

| Arbitro: | Bandurski |

|  |           |                   |
|  | Marcatori | 67’ Şahin 81’ Cha |

| Arbitro: | Schalk |

|           |           |              |
| Šimac 30’ | Marcatori | 88’ Colautti |

| Arbitro: | Anklam |

|          |           |           |
| Koen 21’ | Marcatori | 73’ König |

| Arbitro: | Schößling |

|                              |           |                      |
| Siegert 16’ Kokot 29’ (rig.) | Marcatori | 25’ Krmaš 85’ Benčík |

#### Girone di ritorno
| Arbitro: | Dingert |

|  |           |                      |
|  | Marcatori | 10’ Salihović 17’ Ba |

| Arbitro: | Lupp |

|  |           |                    |
|  | Marcatori | 3’ König 89’ Šimac |

| Arbitro: | Walz |

|                                          |           |  |
| Siegert 11’ Schwarz 38’ (rig.) König 54’ | Marcatori |  |

| Arbitro: | Christ |

|                     |           |                                |
| Fiél 5’ Lehmann 55’ | Marcatori | 9’ König 45’ Glibo 60’ Diakité |

| Arbitro: | Willenborg |

|                |           |           |
| König 11’, 54’ | Marcatori | 83’ Thurk |

| Arbitro: | Wingenbach |

|                                 |           |                               |
| Walsleben-Schied 25’ Werner 33’ | Marcatori | 81’ (aut.) Werner 89’ Schmidt |

| Arbitro: | Schalk |

|  |           |                             |
|  | Marcatori | 18’ (aut.) König 34’ Ziemer |

| Arbitro: | Gräfe |

|                         |           |             |
| Antar 19’ Vučićević 30’ | Marcatori | 45’ Diakité |

| Arbitro: | Schriever |

|          |           |               |
| Nicu 36’ | Marcatori | 78’ Achenbach |

| Arbitro: | Aytekin |

|                                    |           |  |
| Hoogland 28’ Karhan 32’ Gunkel 86’ | Marcatori |  |

| Arbitro: | Fischer |

|             |           |                                     |
| Diakité 62’ | Marcatori | 64’ Rothenbach 81’ Boll 90’ Schultz |

| Arbitro: | Seemann |

|                           |           |             |
| Thorandt 45’ Bierofka 84’ | Marcatori | 90’ Schwarz |

| Arbitro: | Perl |

|                    |           |           |
| Catic 63’ Atem 80’ | Marcatori | 30’ Bancé |

| Arbitro: | Frank |

|                         |           |  |
| Fernández 42’ Daham 46’ | Marcatori |  |

| Arbitro: | Grudzinski |

|                           |           |  |
| Touma 11’, 80’ Friend 67’ | Marcatori |  |

| Arbitro: | Stachowiak |

|           |           |            |
| Catic 21’ | Marcatori | 67’ Goufan |

| Arbitro: | Kinhöfer |

|  |           |                     |
|  | Marcatori | 16’ Nakas 40’ Glibo |

### Coppa di Germania
| Arbitro: | Brych |

|           |           |                                |
| Catic 47’ | Marcatori | 65’ (rig.), 90’ (rig.) Hilbert |

## Statistiche

### Statistiche di squadra
| Competizione      | Punti | In casa | In casa | In casa | In casa | In casa | In casa | In trasferta | In trasferta | In trasferta | In trasferta | In trasferta | In trasferta | Totale | Totale | Totale | Totale | Totale | Totale | DR |
| Competizione      | Punti | G       | V       | N       | P       | Gf      | Gs      | G            | V            | N            | P            | Gf           | Gs           | G      | V      | N      | P      | Gf     | Gs     | DR |
| ----------------- | ----- | ------- | ------- | ------- | ------- | ------- | ------- | ------------ | ------------ | ------------ | ------------ | ------------ | ------------ | ------ | ------ | ------ | ------ | ------ | ------ | -- |
| 2. Bundesliga     | 44    | 17      | 6       | 6       | 5       | 27      | 24      | 17           | 5            | 5            | 7            | 20           | 29           | 34     | 11     | 11     | 12     | 47     | 53     | -6 |
| Coppa di Germania | -     | 1       | 0       | 0       | 1       | 1       | 2       | 0            | 0            | 0            | 0            | 0            | 0            | 1      | 0      | 0      | 1      | 1      | 2      | -1 |
| Totale            | -     | 18      | 6       | 6       | 6       | 28      | 26      | 17           | 5            | 5            | 7            | 20           | 29           | 35     | 11     | 11     | 13     | 48     | 55     | -7 |

### Andamento in campionato
| Giornata  | 1 | 2 | 3  | 4 | 5  | 6 | 7 | 8 | 9 | 10 | 11 | 12 | 13 | 14 | 15 | 16 | 17 | 18 | 19 | 20 | 21 | 22 | 23 | 24 | 25 | 26 | 27 | 28 | 29 | 30 | 31 | 32 | 33 | 34 |
| --------- | - | - | -- | - | -- | - | - | - | - | -- | -- | -- | -- | -- | -- | -- | -- | -- | -- | -- | -- | -- | -- | -- | -- | -- | -- | -- | -- | -- | -- | -- | -- | -- |
| Luogo     | T | C | T  | C | T  | C | T | C | T | C  | T  | C  | T  | C  | C  | T  | C  | C  | T  | C  | T  | C  | T  | C  | T  | C  | T  | C  | T  | C  | T  | T  | C  | T  |
| Risultato | V | N | P  | V | P  | V | V | V | N | P  | N  | N  | N  | P  | N  | N  | N  | P  | V  | V  | V  | V  | N  | P  | P  | N  | P  | P  | P  | V  | P  | P  | N  | V  |
| Posizione | 5 | 4 | 11 | 8 | 11 | 8 | 6 | 3 | 3 | 6  | 7  | 6  | 7  | 7  | 7  | 7  | 7  | 9  | 9  | 8  | 8  | 6  | 6  | 7  | 7  | 7  | 7  | 8  | 10 | 8  | 9  | 9  | 9  | 8  |

Legenda:

Luogo: C = Casa; T = Trasferta. Risultato: V = Vittoria; N = Pareggio; P = Sconfitta.

### Statistiche dei giocatori
| Giocatore    | 2. Bundesliga | 2. Bundesliga | 2. Bundesliga | 2. Bundesliga | Coppa di Germania | Coppa di Germania | Coppa di Germania | Coppa di Germania | Totale   | Totale | Totale      | Totale     |
| Giocatore    | Presenze      | Reti          | Ammonizioni   | Espulsioni    | Presenze          | Reti              | Ammonizioni       | Espulsioni        | Presenze | Reti   | Ammonizioni | Espulsioni |
| ------------ | ------------- | ------------- | ------------- | ------------- | ----------------- | ----------------- | ----------------- | ----------------- | -------- | ------ | ----------- | ---------- |
| A. Masić     | 8             | 0             | 1             | 0             | 1                 | 0                 | 0                 | 1                 | 9        | 0      | 1           | 1          |
| T. Richter   | 26            | 0             | 0             | 0             | 1                 | 0                 | 0                 | 0                 | 27       | 0      | 0           | 0          |
| F. Stahl     | -             | -             | -             | -             | -                 | -                 | -                 | -                 | -        | -      | -           | -          |
| K. Glibo     | 27            | 2             | 6             | 0             | -                 | -                 | -                 | -                 | 27       | 2      | 6           | 0          |
| T. Hollmann  | 18            | 0             | 2             | 0             | -                 | -                 | -                 | -                 | 18       | 0      | 2           | 0          |
| B. Hübner    | 1             | 0             | 0             | 0             | -                 | -                 | -                 | -                 | 1        | 0      | 0           | 0          |
| V. Jeknić    | 10            | 1             | 3             | 0             | 1                 | 0                 | 0                 | 0                 | 11       | 1      | 3           | 0          |
| A. Kokot     | 31            | 1             | 7             | 0             | 1                 | 0                 | 0                 | 0                 | 32       | 1      | 7           | 0          |
| M. Kopilaš   | 30            | 1             | 5             | 1             | 1                 | 0                 | 1                 | 0                 | 31       | 1      | 6           | 1          |
| N. Nakas     | 8             | 1             | 0             | 0             | -                 | -                 | -                 | -                 | 8        | 1      | 0           | 0          |
| R. Paul      | 6             | 0             | 1             | 0             | -                 | -                 | -                 | -                 | 6        | 0      | 1           | 0          |
| B. Schöckel  | -             | -             | -             | -             | -                 | -                 | -                 | -                 | -        | -      | -           | -          |
| D. Šimac     | 26            | 3             | 10            | 1             | 1                 | 0                 | 0                 | 0                 | 27       | 3      | 10          | 1          |
| E. Alushi    | 5             | 0             | 1             | 0             | -                 | -                 | -                 | -                 | 5        | 0      | 1           | 0          |
| S. Amstätter | 12            | 0             | 3             | 0             | -                 | -                 | -                 | -                 | 12       | 0      | 3           | 0          |
| P. Bick      | 27            | 2             | 5             | 1             | 1                 | 0                 | 1                 | 0                 | 28       | 2      | 6           | 1          |
| H. Catic     | 22            | 2             | 3             | 0             | 1                 | 1                 | 0                 | 0                 | 23       | 3      | 3           | 0          |
| D. Damm      | -             | -             | -             | -             | -                 | -                 | -                 | -                 | -        | -      | -           | -          |
| J. Grüter    | -             | -             | -             | -             | -                 | -                 | -                 | -                 | -        | -      | -           | -          |
| M. Nicu      | 32            | 6             | 0             | 0             | 1                 | 0                 | 0                 | 0                 | 33       | 6      | 0           | 0          |
| S. Schwarz   | 30            | 2             | 6             | 0             | 1                 | 0                 | 0                 | 1                 | 31       | 2      | 6           | 1          |
| B. Siegert   | 31            | 4             | 5             | 0             | 1                 | 0                 | 0                 | 0                 | 32       | 4      | 5           | 0          |
| A. Ahanfouf  | -             | -             | -             | -             | -                 | -                 | -                 | -                 | -        | -      | -           | -          |
| V. Atem      | 21            | 3             | 4             | 0             | 1                 | 0                 | 1                 | 0                 | 22       | 3      | 5           | 0          |
| B. Diakité   | 28            | 7             | 5             | 0             | 1                 | 0                 | 0                 | 0                 | 29       | 7      | 5           | 0          |
| R. König     | 30            | 10            | 3             | 1             | 1                 | 0                 | 0                 | 0                 | 31       | 10     | 3           | 1          |
| A. Öztürk    | 1             | 0             | 0             | 0             | -                 | -                 | -                 | -                 | 1        | 0      | 0           | 0          |
| D. Schmidt   | 15            | 1             | 3             | 0             | -                 | -                 | -                 | -                 | 15       | 1      | 3           | 0          |
| H. Xie       | 5             | 0             | 0             | 0             | -                 | -                 | -                 | -                 | 5        | 0      | 0           | 0          |
| O. Caillas   | 9             | 0             | 0             | 0             | -                 | -                 | -                 | -                 | 9        | 0      | 0           | 0          |
| C. Lombé     | 1             | 0             | 0             | 0             | -                 | -                 | -                 | -                 | 1        | 0      | 0           | 0          |
| M. Willmann  | 11            | 0             | 0             | 0             | -                 | -                 | -                 | -                 | 11       | 0      | 0           | 0          |